# Dolomedes fuscus
Dolomedes fuscus är en spindelart som beskrevs av Pelegrín Franganillo Balboa 1931. 
Dolomedes fuscus ingår i släktet Dolomedes och familjen vårdnätsspindlar. Artens utbredningsområde är Kuba. Inga underarter finns listade i Catalogue of Life.